# 수의 분포
틀:해석적 정수론
수의 분포（數의 分布, distribution of numbers）는 수학—특히 정수론 및 해석적 정수론—에서 자연수, 소수, 완전수, 거듭제곱수 등 특정 수열이 수직선 또는 복소평면 상에서 어떻게 퍼져 있는지를 분석하는 분야이다. 이 개념은 수 체계의 구조적 심층을 밝히며, 리만가설, 소수 정리, 에라토스테네스 체 등의 이론과 밀접히 연관된다.

## 개요
수의 분포는 본질적으로 **수열 또는 집합의 밀도**, **분포 함수**, **적분적 평균 행태**를 해석적으로 기술하는 데에 그 목적이 있다. 소수의 분포는 그 대표적 예로서, 주어진 구간 {\displaystyle [1,x]} 내에 존재하는 소수의 수를 {\displaystyle \pi (x)}로 표현할 수 있으며, 이는 다음과 같은 근사 관계를 따른다:
{\displaystyle \pi (x)\sim {\frac {x}{\log x}},\quad {\text{as }}x\to \infty .}
이 관계는 소수정리로 알려져 있으며, 수의 분포 이론의 근간을 이룬다.

## 대표적 수의 분포 유형

### 소수의 분포
소수의 분포는 리만제타 함수와 밀접히 연결되어 있으며, 그 비자명한 영점의 분포는 소수의 밀도에 영향을 미친다. 대표적으로, 리만가설은 모든 비자명한 영점이 임계선 {\displaystyle \Re (s)={\tfrac {1}{2}}} 위에 놓인다는 명제로, 이는 소수의 분포의 정밀도에 핵심적인 역할을 한다.

### 정수 계열의 분포
- 완전수, 친화수 등은 매우 희소한 분포를 가지며, 여전히 해석적으로 완전한 기술이 부족하다.
- 거듭제곱수, 제곱수, 세제곱수 등은 구간 {\displaystyle [1,x]} 내에 존재하는 개수가 다항식적 근사로 기술될 수 있다:

{\displaystyle \{n\leq x:n=m^{k}{\text{(몇  몇  의  m에   대  하  여 )}}m\in \mathbb {N} \}\sim x^{1/k}}

### 산술진법과의 관계
수의 표현, 예컨대 소수 전개, p진법 표현 등도 수의 분포 해석에 중요하다. 특히 무리수, 초월수의 자릿수 분포가 무작위성, 비정규성과 관계된 추측들을 생성한다.

## 확률론적 접근
수의 분포는 확률론 및 무작위 행렬 이론을 통하여 해석되기도 한다. 예를 들어, 몽고메리의 쌍대간격 추측은 리만 제타 함수의 영점 간격 분포가 가우스 유닛 무작위 행렬군(GUE)의 고윳값 간격 분포와 유사하다는 사실을 제안한다.

## 응용
- 암호학에서의 소수 생성
- 통계역학 및 양자 혼돈 이론에서 스펙트럼 이론과의 연결
- 정보이론 및 수리통계학

## 관련 항목
- 소수의 분포
- 리만가설
- 소수정리
- 에라토스테네스의 체
- 정수론
- 자연수
- 확률 수론
- 무작위 행렬 이론
- 몽고메리의 쌍대간격 추측

## 참고 문헌
- H. Davenport (2000). 《Multiplicative Number Theory》. Springer.
- E.C. Titchmarsh (1986). 《The Theory of the Riemann Zeta-function》. Oxford University Press.
- Andrew Granville (1995). 《Harald Cramér and the distribution of prime numbers》. Scandinavian Actuarial Journal.
- Montgomery, H.L. (1973). 《The pair correlation of zeros of the zeta function》. Proceedings of Symposia in Pure Mathematics.